# 中薇金融控股
中薇金融控股有限公司，簡稱中薇金融控股，以及中薇金融（英語：China Vered Financial Holding Corporation Limited，港交所：0245），旗下包含中國七星購物網，公司成立於1998年。2006年12月22日從藍頓國際有限公司換取上市而來，前身為「中國七星控股有限公司」，後來易名為「中國民生金融控股有限公司」再於2020年易名至「中薇金融控股有限公司」。
主席、首席執行官兼執行董事為渡邊智彥先生。地址為香港銅鑼灣新寧道8號中國太平大廈22樓。

## 連結
- http://www.cm-fin.com （页面存档备份，存于）